# Лейрія
Лейрі́я (порт. Leiria; МФА: [ɫɐj.ˈɾi.ɐ]) — муніципалітет і місто в Португалії, в окрузі Лейрія. Розташований у західній частині країни, на березі Атлантичного океану, на теренах історичної португальської провінції Ештремадура. Належить до Лейрійсько-Фатімської діоцезії Католицької церкви в Португалії. Права міського самоврядування має з 1142 року. Поділяється на 18 парафій. За адміністративним поділом, чинним до 1976 року, був складовою провінції Берегова Бейра. Площа муніципалітету — 565,09 км², населення муніципалітету — 126897 ос. (2011); густота населення — 224,56 осіб/км²
. Патрон — Діва Марія. Святковий день муніципалітету — 22 травня. Поштовий індекс — 2400.  Код місцевої адміністративної одиниці — 1009. Складова статистичного регіону Центр. Центр Лейрійського єпископства.

## Географія
Лейрія розташована на заході Португалії, на заході округу Лейрія, на березі Атлантичного океану.
Лейрія межує на півночі з муніципалітетом Помбал, на сході — з муніципалітетом Орен, на півдні — з муніципалітетами Баталя і Порту-де-Мош, на південному заході — з муніципалітетом Алкобаса, на заході — з муніципалітетом Маріня-Гранде. На заході омивається водами Атлантичного океану.

### Клімат
Весняні і літні місяці, як правило, сонячні та дуже спекотні, особливо протягом липня і серпня. Максимальна температура зазвичай вище 30 °C (86 °F), проте лише в рідкісних випадках досягає 40 °C (104 °F). Восени і взимку, як правило, погода дощова та вітряна, але сонячні дні не є рідкістю. Температура рідко опускається нижче 5 °C (41 °F). Клімат Лейрії належить до Атлантично-Середземноморського.

## Історія
Територія навколо Лейрії була населена протягом тривалого часу, хоча її рання історія досить нечітка. Турдулі, корінний народ з Іберії, розташувався поблизу (близько 7 км) сучасної Лейрії. Це поселення згодом було окуповане римлянами, які розширили його під ім'ям Collippo. Камені стародавнього римського міста були використані за Середньовіччя, щоб побудувати більшу частину міста.
Мало що відомо про територію у часи Вестготів.
1135 року Лейрію звільнив від маврів португальський граф Афонсу І, майбутній король. 1142 року він надав їй форал, яким визнав за поселенням статус містечка та муніципальні самоврядні права.
Афонсо Енрікес і Санчо I перебудували стіни замку Лейрії, щоб уникнути нових мавританських вторгнень. Більшість населення жила всередині захисної стіни міста, але вже в 12-му столітті частина населення почала жити за стінами замку. Найстаріша церква Лейрії — церква Святого Петра (Igreja de São Pedro), побудована в романському стилі в останній чверті 12 століття.
У Середньовіччя значення села збільшилося. На початку 14 століття, король Dinis побудував королівську резиденцію в Лейрії, і жив протягом тривалого часу в місті, яке він передав як помсту дружині Ізабель. Король також висадив плантації знаменитого соснового бору Лейрії (Pinhal de Leiria) поблизу узбережжя. Пізніше, деревина з цього лісу буде використовуватися для створення судів.
Наприкінці п'ятнадцятого століття, король Хуан I побудував королівський палац у стінах замку Лейрії. Цей палац, з елегантною готичною галереєю, повністю в руїнах, але був частково відновлений у двадцятому столітті.
До кінця 15 століття місто продовжувало зростати, займаючи площу від замкового пагорба до річки Ліс. Собор був побудований у місті в другій половині 16 століття.
У порівнянні з Середньовіччям, подальша історія Лейрії має відносний занепад. У двадцятому столітті, однак, почала розвиватись багатогалузева промисловість.

## Населення
| Кількість мешканців | Кількість мешканців | Кількість мешканців | Кількість мешканців | Кількість мешканців | Кількість мешканців | Кількість мешканців | Кількість мешканців | Кількість мешканців | Кількість мешканців | Кількість мешканців | Кількість мешканців | Кількість мешканців | Кількість мешканців | Кількість мешканців | Кількість мешканців |
| ------------------- | ------------------- | ------------------- | ------------------- | ------------------- | ------------------- | ------------------- | ------------------- | ------------------- | ------------------- | ------------------- | ------------------- | ------------------- | ------------------- | ------------------- | ------------------- |
| 1864                | 1878                | 1890                | 1900                | 1911                | 1920                | 1930                | 1940                | 1950                | 1960                | 1970                | 1981                | 1991                | 2001                | 2011                |                     |
| 32 252              | 35 402              | 41 606              | 44 811              | 48 447              | 51 101              | 55 234              | 67 313              | 77 567              | 82 988              | 80 241              | 96 517              | 102 762             | 119 847             | 126 897             |                     |

## Економіка
Економіка Лейрії зосереджено в сфері послуг і легкої промисловості. Розвинені сільське господарство, туризм та державні комунальні послуги, такі як освіта (у тому числі політехнічний інститут Лейрії), охорона здоров'я (районна лікарня Hospital de Santo André) і загальна система державного управління, які є важливою частиною економіки міста.

## Транспорт
Лейрія обслуговується декількома автомагістралями. Залізнична станція Лейрія знаходиться за декілька кілометрів від центру міста (близько 2 км), у якому також розташований автовокзал. Існує невеликий аеродром (Aérodromo de Leiria), який також використовується для спорту та відпочинку.

## Засоби масової інформації

### Газети
- Região de Leiria — щотижнева
- Jornal de Leiria — щотижнева
- Diário de Leiria — щоденна
- Quinze — щомісячна
- O Mensageiro — щомісячна

## Освіта
У Лейрії функціонує Національний політехнічний інститут вищої освіти Instituto Politécnico de Leiria.

## Спорт
У місті є футбольний клуб — União Desportiva de Leiria, який зазвичай називають просто União de Leiria. У наш час[коли?] він грає у найпрестижнішій лізі країни — Лізі Сагреш.
Є стадіон Estádio Dr. Magalhães Pessoa, розрахований на 25 тисяч людей, який був побудований напередодні Євро-2004.

## Парафії
- Амор
- Аррабал
- Азойя
- Бажока
- Бароза
- Баррейра
- Бідоейра-де-Сіма
- Боа-Вішта
- Карангежейра
- Каррейра
- Карвіде
- Шаїнса
- Коїмбран
- Колмейяш
- Кортеш
- Лейрія
- Масейра
- Марразеш
- Меморія
- Мілагреш
- Монте-Реал
- Монте-Редонду
- Ортігоза
- Парсейруш
- Позуш
- Регейра-де-Понтеш
- Санта-Катаріна-да-Серра
- Санта-Эуфемія
- Соту-да-Карпальоза